# احتجاجات الأويغور 2008

منطقة سنجان الأويغورية ذاتية الحكم باللون الأحمر.

احتجاجات الأويغور عام 2008 هي احتجاجات واضطرابات قام بها الأويغور في مقاطعة ختن وقرة قاش في غرب الصين، مع حوادث في مارس وأبريل وأغسطس 2008. كان من أهم أسباب الاضطرابات مقتل مطلب حاجيم على يد الشرطة الصينية.

## الحوادث
في 23 مارس 2008 نظم المسلمون الأويغور احتجاجات مناهضة للحكومة في أقصى منطقة سنجان، وألقى المسئولون الصينيون باللوم على الانفصاليين الذين ألهمتهم الاضطرابات التيبتية عام 2008، وخرج المتظاهرون إلى الشوارع في ختن.
وجاءت المظاهرات بعد وفاة التاجر ورجل الأعمال مطلب حاجيم في الحجز على يد الشرطة، وبدأ المتظاهرون الذين بلغ عددهم حوالي 600 مسيرتهم في محطة الحافلات، ثم اتسعت المظاهرة، واعتقلت قوات الشرطة حوالي 400 متظاهر. ذكرت صحيفة نيويورك تايمز أن المتظاهرين كانوا يرفعون لافتات بشعارات مؤيدة للاستقلال.
وفي 23 مارس و24 مارس 2008 خرج ما يصل إلى 1000 شخص في ختن ومقاطعة قرة قاش إلى الشوارع للاحتجاج. وتزامنت الاحتجاجات مع الاضطرابات في التبت، ولكن بدا أن الدوافع كانت محلية. وكانت إحدى القضايا التي قيل إنها جلبت السكان المحليين إلى الشوارع احتجاجًا هي الحظر الحكومي المفروض على ارتداء الحجاب.
وفي 4 أغسطس 2008 هاجم رجلان مخفر شرطة بالقرب من مدينة كاشغر، وألقوا عبوتين ناسفتين وهاجموا الشرطة بالسكاكين، ووفقا لوكالة الأنباء الحكومية فقد مات 16 شرطيًا وأصيب 16 آخرون.
وفي 10 أغسطس 2008 في بلدة واحة كوكا، تم الإبلاغ عن سلسلة من الانفجارات وإطلاق النار، ووقعت الانفجارات في مختلف مراكز الشرطة، وتسببت الأحداث في مقتل 12 شخصًا، عشرة منهم من المهاجمين أنفسهم.
وفي 12 أغسطس 2008 قام رجال مجهولون بالاعتداء على حراس مدنيين بالسكاكين في مدينة يامانيا، مما أسفر عن مقتل ثلاثة أشخاص وإصابة شخص واحد بجروح خطيرة.
وفي 28 أغسطس 2008 تعرضت مجموعة من رجال الشرطة لهجوم من ستة إلى سبعة مهاجمين بالسكاكين، مما أسفر عن مقتل اثنين من ضباط شرطة الأويغور وأُصيب اثنين من رجال الشرطة بجروح خطيرة.